# Fake (小説)
『Fake』（フェイク）は2004年に幻冬舎から刊行された五十嵐貴久の小説。

## 概要
一人の男に騙され地位や将来を失った4人組が自分達を嵌めた相手にポーカー勝負を挑み10億円を騙し取ろうとする様を描いたコンゲーム小説。

## ストーリー
興信所の探偵・宮本は、一人の男からかつて叔父の息子をカンニングで受からせた経験を買われ、浪人生の昌史を美大の一次試験に受からせて欲しいと依頼される。その依頼を受けた宮本は前のカンニングで協力してもらった東大生の加奈に協力を仰ぎ、宮本の専門知識と加奈の頭脳を併せたカンニングを実行する。
だが、それはある目的の為にカジノバーのオーナー・沢田公博が仕掛けた罠だった。沢田の策略に嵌った宮本と加奈、昌史と父・一穂は職と地位そして未来を沢田に奪われてしまう。半年後、沢田の姿を発見した宮本の提案で4人は沢田からポーカーで10億円を騙し取る計画を進めることになる。

## 登場人物
宮本剛史
「宮本調査事務所」を一人で経営する探偵。理系大学出身で機械に関する造詣も深く、盗聴、盗撮を得意の物とする。友人だった可奈の父親の死に責任を感じ、母親が可奈を出産して死亡した後、可奈の面倒を見てきた。昌史のカンニング以降、職を失い週刊誌のフリーライターに転職する。
藤井加奈
現役の東大生。宮本の友人でもある父親は事故で亡くなり、母親は自身を出産後に死亡、以降は宮本に育てられた。モデルをしていたこともある美貌の持ち主で運動神経も抜群。昌史のカンニング以降、東大を退学処分を下される。
西村昌史
美大志望の浪人生。見た目は不健康な印象を与えるデブ。絵を描く技術はずば抜けて高いが、対照的に頭は壊滅的に悪い。イギリスへ留学することを夢見ていたが、カンニング以降その道は絶たれ、テレビ局でADをしている。
西村一穂
区会議員で昌史の父親。家電ショップ「ニシムラ電気」の社長だったが、その座は双子の弟に譲っている。福祉に精力的に活動し、金銭に無頓着な堅物という人柄から区民達から絶大な支持を集める典型的な弱者の味方。昌史のカンニングした責任を取って議員を辞職する。
沢田公博
カジノバー「ラディーノ・ヒート」のオーナー。優れた才覚の持ち主だが、慎重かつ狡猾な性格で金のためなら自分の友人ですら平気で裏切る拝金主義者であるため、彼と関わりのある人物や身内ですらも忌み嫌われている。母親は芸者で、父親は暴力団「砥川組」4代目組長。